# Lamborghini Centenario
Lamborghini Centenario – supersamochód klasy wyższej produkowany pod włoską marką Lamborghini w latach 2016 – 2017.

## Historia i opis modelu

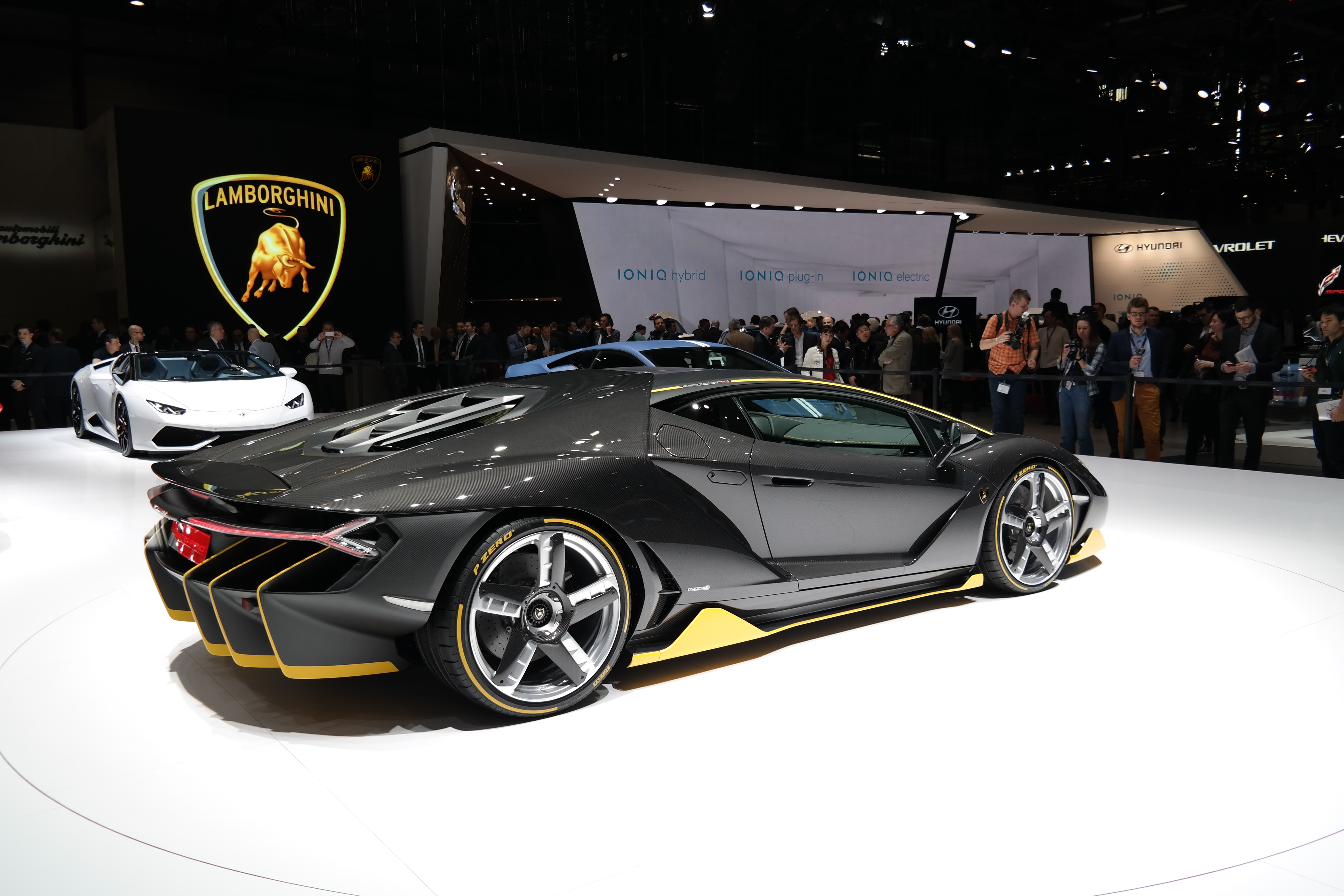
Lamborghini Centenario - tył

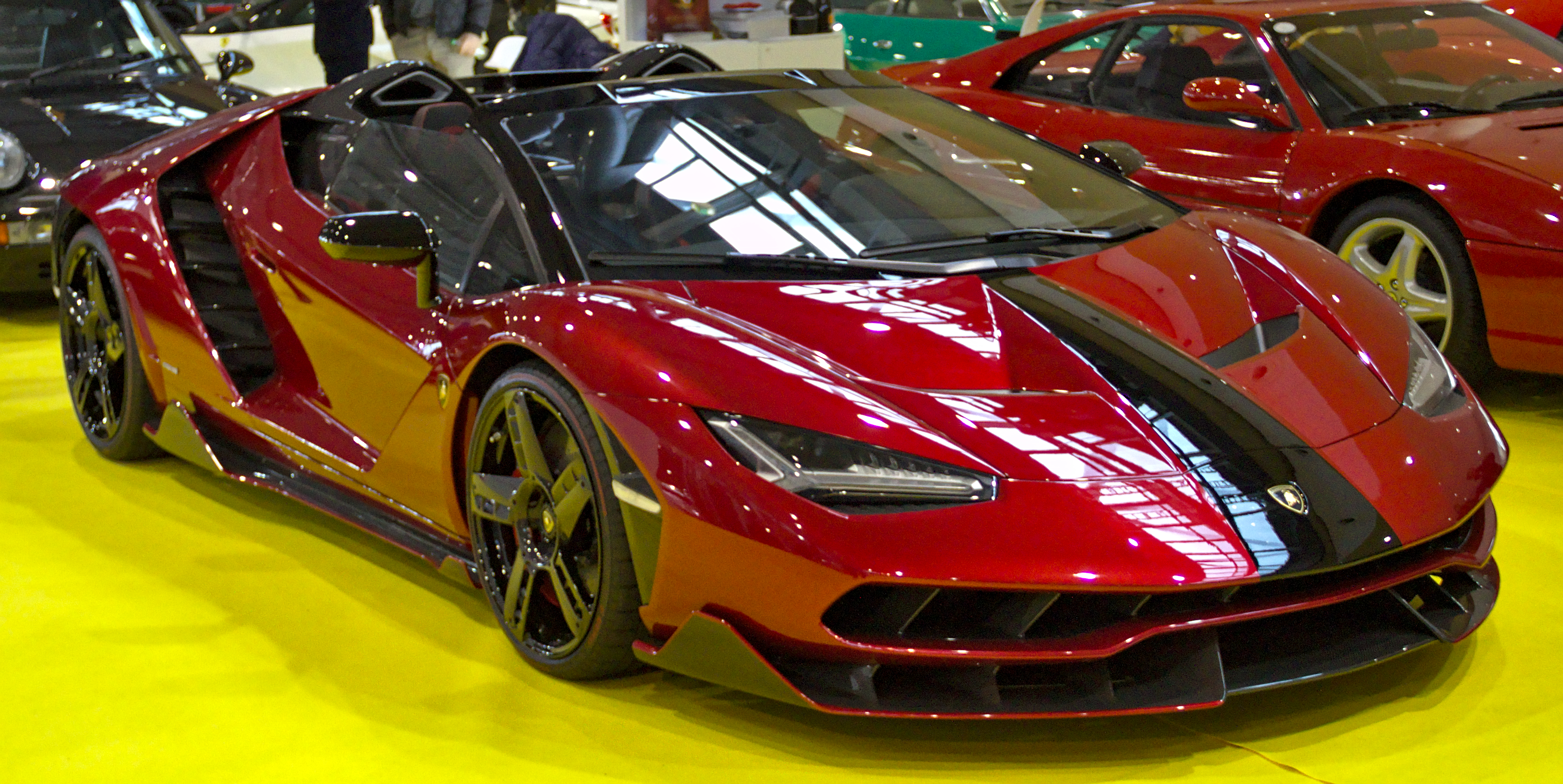
Lamborghini Centenario Roadster

W marcu 2016 roku podczas targów motoryzacyjnych Geneva Motor Show Lamborghini przedstawiło kolejny model z serii limitowanych, niskoseryjnych modeli. Centenario powstało jako specjalna konstrukcja mająca uczcić 100. rocznicę urodzin założyciela włoskiego przedsiębiorstwa, Ferruccio Lamborghiniego. 
Awangardowo stylizowane Centenerio wyróżnia się dwubarwnym malowaniem nadwozia, której kształt został podyktowany jak optymalnym wartościom aerodynamicznym. Tylny spojler może odchylać się w zakresie 15 stopni i podnosić na wysokość do 150 milimetrów. Alufelgi z karbonowymi nakładkami pozwalają na odpowiednio szybki opływ powietrza.
Do napędu Centenerio wykorzystany został silnik typu V12, który charakteryzuje się pojemnością 6,5 litra i mocą 770 KM. Jednostka pozwala rozpędzić się do 100 km/h w 2,8 sekundy, rozwijając maksymalną prędkość 350 km/h. Oprogramowanie supersamochodu Lamborghini umożliwia właścicielom przesyłanie na bieżąco aktualnych czasów uzyskiwanych na torze podczas jazdy wyczynowej.

### Centenario Roadster
Pół roku po premierze odmiany coupe, Lamborghini przedstawiło odkrytą odmianę roadster. Poza odkrywanym dachem, samochód również oparto na podzespołach technicznych modelu Aventador i wyposażono go w taką samą jednostkę napędową, ograniczając pulę produkcyjną do 20 egzemplarzy. Różnica zachodzi jedynie w przyśpieszeniu od 0 do 100 km/h - roadster rozpędza się o 0,1 sekundy wolniej, w 2,9 sekundy.

### Sprzedaż
Lamborghini Centenario jest samochodem o ściśle limitowanym wolumenie produkcji, ograniczonym do łącznie 40 sztuk wyprodukowanych między 2016 a 2017 rokiem. Firma wyprzedała całą przewidzianą pulę jeszcze przed oficjalną premierą Centenario, którego sztuka kosztowała 2,2 miliona euro.

### Silnik
- V12 6.5l 759 KM